# Costa de Marfil en los Juegos Olímpicos de Río de Janeiro 2016
Costa de Marfil participó en los Juegos Olímpicos de 2016 en Río de Janeiro, Brasil, del 5 al 21 de agosto de 2016.
La atleta Murielle Ahouré fue la abanderada en la ceremonia de apertura.
Los medallistas fueron los taekwondistas Cheick Cisse (quien ganó la primera medalla de oro del historia de Costa de Marfil) y Ruth Gbagbi.

## Atletas
Atletismo
- Hua Wilfried Koffi (100 y 200 metros masculino)
- Ben Youssef Meïté (100 metros masculino)
- Murielle Ahouré (100 y 200 metros femenino)
- Marie-Josée Ta Lou (100 y 200 metros femenino)

Esgrima
- Gbahi-Gwladys Sakoa

Judo
- Zouleiha Abzetta Dabonne (femenino -57 kg)[4]

Natación
- Thibaut Danho (100 metros estilo libre masculino)
- Talita Te Flan (800 metros estilo libre femneino)

Taekwondo
- Cheick Sallah Cisse (masculino −80 kg)
- Ruth Gbagbi (femenino −67 kg)
- Mamina Koné (femenino +67 kg)

Tiro con arco
- Philippe Kouassi